# Chinesische Schönfrucht

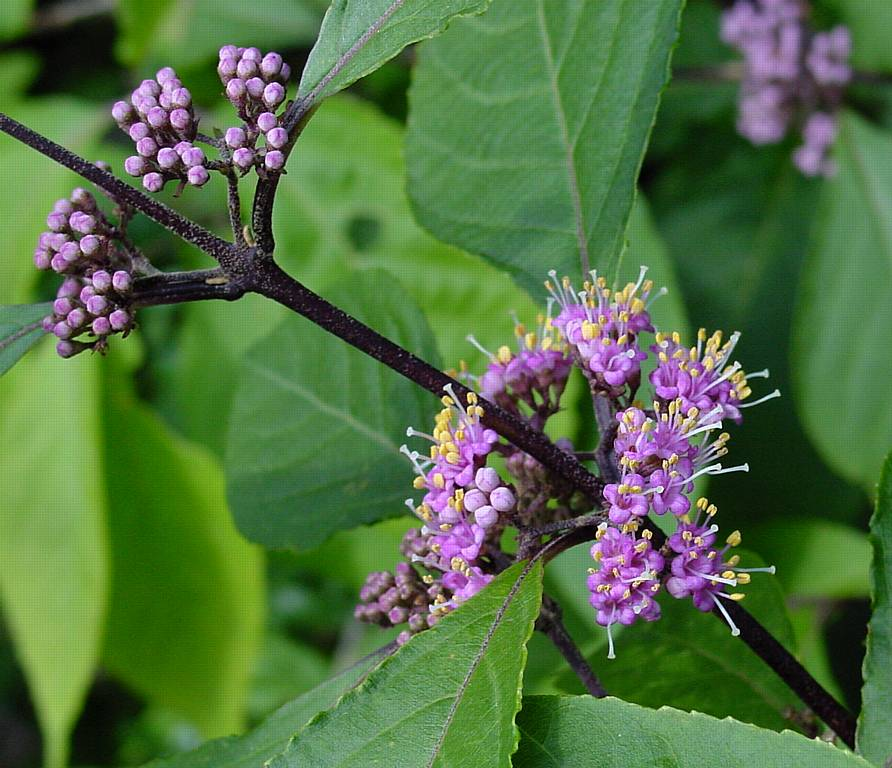
In den Blattachseln der gegenständigen Laubblätter die Blütenstände von Callicarpa giraldii var. giraldii 'Profusion'

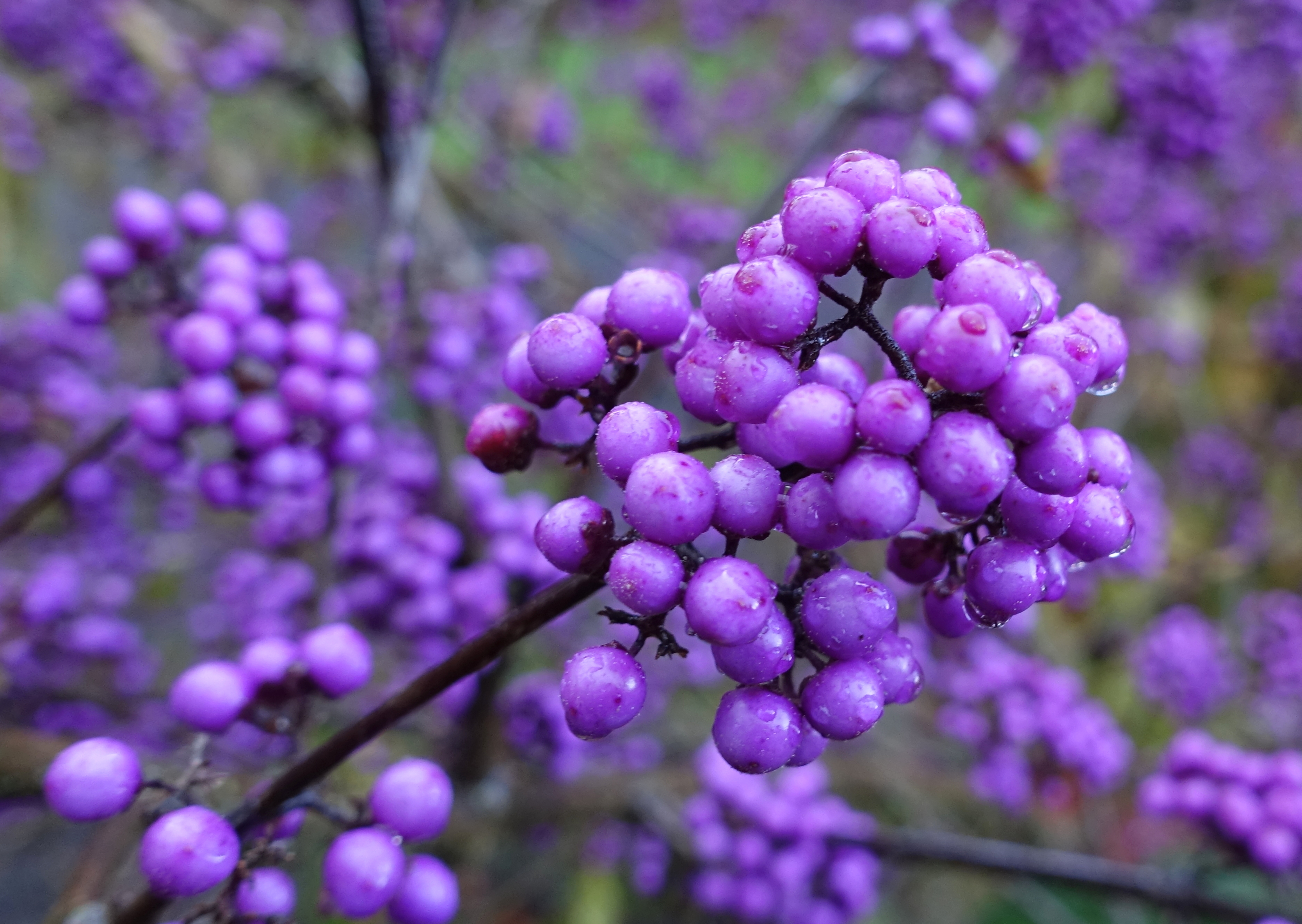
Fruchtstand

Die Chinesische Schönfrucht (Callicarpa giraldii), auch einfach Schönfrucht, Purpur-Schönfrucht oder Liebesperlenstrauch genannt, ist eine Pflanzenart, die zur Familie der Lippenblütler (Lamiaceae) gehört. Sie wird in Parks und Gärten der Gemäßigten Klimazonen als Zierpflanze verwendet. Hauptsächlich wird die Sorte 'Profusion' der Varietät Callicarpa giraldii var. giraldii angepflanzt. Beheimatet ist diese Pflanzenart in Mittel- bis Westchina, in Höhenlagen von 200 bis 3400 Meter.

## Beschreibung
Callicarpa giraldii ist ein sommergrüner, mittelhoher Strauch mit aufrechten Ästen und lockerer, etwas sparriger Verzweigung. Er erreicht Wuchshöhen von zwei bis drei Metern und wird bis zu zwei Meter breit. Die gegenständigen, einfachen Laubblätter sind lang zugespitzt, 5 bis 17 Zentimeter lang, 2 bis 10 Zentimeter breit und matt grün. Der Blattrand ist gesägt. Der Blattstiel ist 0,6 bis 2 Zentimeter lang.
Die Blüten stehen in einem kleinen, achselständigen und zymösen Blütenstand der einen Durchmesser bis 4 Zentimetern aufweist. Die zwittrigen, unscheinbaren, hell-lila Blüten sind kurz gestielt,  radiärsymmetrisch und vierzählig. Die vier Kelchblätter sind glockenförmig verwachsen und außen drüsig. Die anfangs behaarte Kelchröhre weist eine Länge von etwa 1,5 Millimetern auf und endet in vier Kelchzähnen die kürzer als 0,5 Millimetern sind. Die vier Kronblätter sind glockig bis röhrig verwachsen. An den Kronblättern befinden sich gelbe Drüsen, die die Chinesische Schönfrucht von der nahe verwandten Art Callicarpa bodinieri unterscheiden. Die vier mit der Kronröhre verwachsenen Staubblätter stehen in nur einem Kreis und sind etwa 4 bis 6 Millimeter lang. Zwei Fruchtblätter sind zu einem oberständigen, vierkammerigen Fruchtknoten verwachsen. Der Griffel ist meist länger als die Staubblätter. Die Blütezeit reicht von Juli bis August.
Sehr zierend sind die sich sehr zahlreich am zweijährigen Holz bildenden, mehrsamigen, beerenartigen Steinfrüchte. Sie sind violett, glänzend und erreichen einen Durchmesser von 2,5 bis 4 Millimetern. Einige lernfähige Vögel haben die Früchte, trotz ausgefallener Farbe, mittlerweile als Futterquelle in kalten Wintern akzeptiert. Für den Menschen sind die Früchte jedoch giftig.

## Systematik
Es werden drei Varietäten unterschieden:
- Callicarpa giraldii Hesse ex Rehder var. giraldii (Syn.: Callicarpa bodinieri var. giraldii (Hesse ex Rehder) Rehder),
- Callicarpa giraldii var. chinyunensis (C.Pei & W.Z.Fang) S.L.Chen
- Callicarpa giraldii var. subcanescens Rehder

Von manchen Autoren wird die Gattung Callicarpa in die Familie der Eisenkrautgewächse (Verbenaceae) gestellt.